# Joseph Fitzgerald
Joseph H. „Joe” Fitzgerald (ur. 30 sierpnia 1971 w Nowym Jorku) – amerykański piłkarz ręczny (olimpijczyk) i duchowny katolicki. Brat Thomasa, również piłkarza ręcznego.
Urodził się w katolickiej rodzinie jako trzecie z czworga dzieci. W młodości uprawiał m.in. baseball i koszykówkę. Piłkę ręczną zaczął trenować pod wpływem swojego starszego o pięć lat brata Thomasa. Studiował w Ithaca College, w którym grał w reprezentacjach uniwersyteckich w baseballu i futbolu amerykańskim. W 1993 roku po ukończeniu studiów trafił do narodowej kadry w piłce ręcznej.
Brał udział w Letnich Igrzyskach Olimpijskich 1996 w Atlancie. Wystąpił we wszystkich sześciu spotkaniach amerykańskiej drużyny, zdobywając 12 bramek (m.in. strzelił trzy bramki w pojedynku z późniejszymi mistrzami tego turnieju – Chorwacją). Finalnie zajął wraz z drużyną dziewiąte miejsce (na 12 ekip). Po igrzyskach grał przez pół roku w lidze szwedzkiej. W jednym z sezonów został wybrany najlepszym amerykańskim piłkarzem ręcznym. W 2003 roku zdobył brąz igrzysk panamerykańskich (był to jego ostatni turniej wysokiego szczebla). 
W 2001 roku wstąpił do niższego seminarium duchownego w Douglaston w Queens (będąc wtedy jeszcze aktywnym szczypiornistą). W 2007 roku otrzymał święcenia kapłańskie, został później proboszczem w jednej z parafii w stanie Nowy Jork.